# 山登敬之
山登 敬之（やまと ひろゆき、1957年 - ）は、日本の精神科医、著作家、明治大学子どものこころクリニック院長。

## 経歴
東京都生まれ。1983年筑波大学医学専門学群卒、87年同大学院博士課程医学研究科修了、「思春期精神分裂病患者の入院治療と社会復帰に関する研究」で医学博士。専門は児童青年期の精神保健。国立小児病院精神科等に勤務の後、2004年、東京えびすさまクリニックを開設。2020年、同院を閉院後、明治大学文学部心理社会学科特任教授に就任。
1992－2005年劇団東京乾電池に所属し、創作、評論に携わる。

## 著書
- 『拒食症と過食症 困惑するアリスたち』講談社現代新書 1998
- 『子どもの精神科』筑摩書房 2005
- 『芝居半分、病気半分』紀伊國屋書店 2007
- 『パパの色鉛筆 精神科医ヤマトのつぶやき、その他。』日本評論社 2008
- 『新版・子どもの精神科』ちくま文庫 2010
- 『母が認知症になってから考えたこと』講談社 こころライブラリー 2013
- 『子どものミカタ』日本評論社 2014
- 『わからなくても、こころはある』日本評論社 2019

### 共編著
- 『子どもの精神障害』河合洋と共編 日本評論社 こころの科学セレクション 2002
- 『世界一やさしい精神科の本』斎藤環との共著 河出書房新社 14歳の世渡り術 2011　のち河出文庫に
- 『ポップスで精神医学』松本俊彦、春日武彦らとの共著 日本評論社 2015
- 『社会の中で居場所をつくる』東田直樹との共著 ビッグイシュー日本 2016 のち角川文庫に

## 参考
- [ISBN　978-4-06-259713-5]
- 東京えびすさまクリニック